# Sara Bossio
Sara Bossio Reig (Montevideo, 7 de abril de 1938) es una magistrada uruguaya, ministra de la Suprema Corte de Justicia entre 2006 y 2008.

## Biografía
Tras graduarse como abogada, ingresó al Poder Judicial como Jueza de Paz en el departamento de Soriano en 1965. En 1966 pasó a ser Jueza de Paz en Canelones, y en 1970 en Montevideo, durante 12 años.
En 1982 fue ascendida a Jueza Letrada, desempeñando este cargo en Treinta y Tres (1982-1984) y Mercedes, capital de Soriano (1984-1985). En 1985 fue designada como Jueza Letrada de Familia en Montevideo, y al año siguiente pasó a ser Jueza Letrada en lo Civil de 15.º Turno.
En agosto de 1991 fue ascendida a ministra del Tribunal de Apelaciones en lo Civil de 3.º Turno. Un año después pasó al similar de 8.º Turno, y en 1995, finalmente, al de 6.º Turno.
En abril de 2006, al generarse una vacante en la Suprema Corte de Justicia por el cese del ministro Pablo Troise, Bossio era, junto al magistrado Jorge Ruibal, la ministra más antigua de los Tribunales de Apelaciones del país; y tenía una antigüedad mayor a la de Ruibal como magistrada, criterio recogido subsidiariamente por la Constitución para resolver la preferencia para el ingreso automático al máximo órgano jurisdiccional del Poder Judicial en caso de igualdad de años en los Tribunales de Apelaciones. 
Como lo había hecho en ocasiones anteriores, y dada la inviabilidad política de designar a otra persona para el cargo, la Asamblea General adelantó el ingreso de Bossio a la Suprema Corte de Justicia, haciendo que pasara a integrarla a partir de mayo de 2006.
Durante el año 2007 presidió dicha Corte, hasta el 1 de febrero de 2008 en que asumió como Presidente Jorge Ruibal. En abril de ese mismo año, dejó su cargo en el máximo órgano del Poder Judicial uruguayo, al alcanzar los 70 años, edad límite establecida por la Constitución del país para el desempeño de la magistratura judicial.